# Omopolisaccaride
Un omopolisaccaride è un polisaccaride che per idrolisi dà origine ad un solo tipo di monosaccaride.
Fanno parte degli omopolisaccaridi tutti i polisaccaridi la cui struttura chimica è costituita dalla ripetizione di un solo tipo di monosaccaride. Rientrano nell'insieme degli omopolimeri, poiché polimeri costituiti dalla ripetizione di un solo tipo di monomero.
Ad esempio l'amido per idrolisi dà solo molecole di glucosio, essendo formato solamente dalla ripetizione di tale monosaccaride.
Gli omopolisaccaridi si differenziano quindi dagli eteropolisaccaridi, che  sono invece i polisaccaridi che per idrolisi danno origine a due o più tipi di monosaccaridi, essendo dei copolimeri perché formati dalla ripetizione di due o più monomeri differenti.